# Gellénházi-patak
A Gellénházi-patak a Göcsej területén, a Zalai-dombságban ered. A Nagylengyeli-patakba Iborfiánál ömlik bele.

## Lefolyása
A Gellénházi-patak a Göcsejben, Gellénházán ered, majd innen délnyugatnak veszi útját. Keresztülhalad Lickóvadamoson, majd nyugati irányban folyik tovább és végül Iborfia északi részén beletorkollik a Nagylengyeli-patakba.

## Partmenti települések
- Gellénháza
- Lickóvadamos
- Iborfia